# Эливелтон (1971)
Эливе́лтон Алвес Руфино (порт.-браз. Elivélton Alves Rufino; 31 июля 1971, Серрания) — бразильский футболист, левый полузащитник и нападающий.

## Карьера
Эливелтон родился в Серрании. Его детство прошло на местной ферме по выращиванию сахарного тростника, где он жил вместе с родителями и шестью братьями, в юности успел поработать сборщиком тростника, дворником, каменщиком, маляром. Он начал карьеру в 1989 году в клубе «Эспортиво» из города Пасус, откуда, спустя 10 месяцев, перешёл в молодёжный состав «Сан-Паулу». Вскоре он стал привлекаться к играм основного состава, а затем попал в «старт», когда погиб его конкурент за место в клубе — Эдивалдо. Футболист выиграл с клубом два чемпионата штата, чемпионат Бразилии Межконтинентальный кубок и два Кубка Либертадорес. В том же году сборная Бразилии на Предолимпийском турнире играла против Парагвая на стадионе Дефенсорес дель Чако; болельщики хозяев стали забрасывать бразильских игроков различными предметами, в частности, Эливелтон получил камнем по голове. Камень разбил ему голову, и игрока отправили в больницу, где он упал в обморок. Спустя годы после окончания карьеры, некоторые журналисты заявляли, что та травма отрицательно повлияла на все последующие выступления футболиста. И что он после того матча никогда не показывал игры, которую он демонстрировал до её получения. Сам Эливелтон с этим не соглашался.
В 1993 году Эливелтон перешёл в японский клуб «Нагоя Грампус», где он стал играть на позиции полузащитника. В 1995 году игрок вернулся в Бразилию, в клуб «Коринтианс», с которым он завоевал Кубок Бразилии и титул чемпиона штата. Провёл в этой команде футболист 61 матч и забил 6 голов. Годом позже Эливелтон, по просьбе Вандерлея Лушембурго, был куплен «Палмейрасом». Но в этом клубе игрок не смог завоевать место в основном составе, большую часть мастей проведя на скамье запасных. Несмотря на это, он выиграл в составе команды чемпионат штата, в розыгрыше которого клуб набрал более 100 очков. За сам клуб футболист провёл 65 матчей и забил 9 мячей. В 1997 году полузащитник перешёл в «Крузейро». В этом клубе игрок также не стал твёрдым игроком основы. Однако, в августе он забил единственный гол в финальном двухматчевом противостоянии с клубом «Спортинг Кристал» на Кубок Либертадорес. 
Я считаю себя игроком, который был освящён Богом. Он всегда давал мне возможность быть [на поле] в нужном месте и нужное время.
В 1998 году Эливелтон перешёл в «Виторию». Затем играл за «Интернасьонал». В 200 году полузащитник стал игроком клуба «Понте-Прета». Играл за клубы «Сан-Каэтано», «Баия», «Уберландия», «Витория», «Униан» Рондонополис, «Алфененсе», «Франкана» и «Миксто».
Завершив карьеру, Эливелтон в городе Алфенас открыл футбольную школу «Elivélton Sport Center» и спортивный зал, а также стал радиоведущим.

## Достижения
- Чемпион штата Сан-Паулу: 1991, 1992, 1995, 1996
- Чемпион Бразилии: 1991
- Обладатель Кубка Либертадорес: 1992, 1993, 1997
- Обладатель Межконтинентального кубка: 1992
- Обладатель Кубка Бразилии: 1995
- Чемпион штата Минас-Жерайс: 1997
- Чемпион штата Эспириту-Санту: 2006

## Личная жизнь
Эливелтон женат. Супруга — Жозелия. Дети — Стефани (род. 1995), Эмили и Габриэл.
В 2012 году он был признан почётным гражданином города Алфенас.